# Schleinitz (Adelsgeschlecht)

Wappen derer von Schleinitz

Schleinitz ist ein meißnisches Uradelsgeschlecht, aus welchem (nach Balbins quellenmäßig nicht belegten Angaben) der königlich böhmische Mundschenk Ulrich von Slynicz bereits 1184 dem böhmischen Herrenstand angehört haben soll. Namensgebender Stammsitz war die Wasserburg Schleinitz im Nossener Ortsteil Schleinitz im sächsischen Landkreis Meißen.

## Geschichte

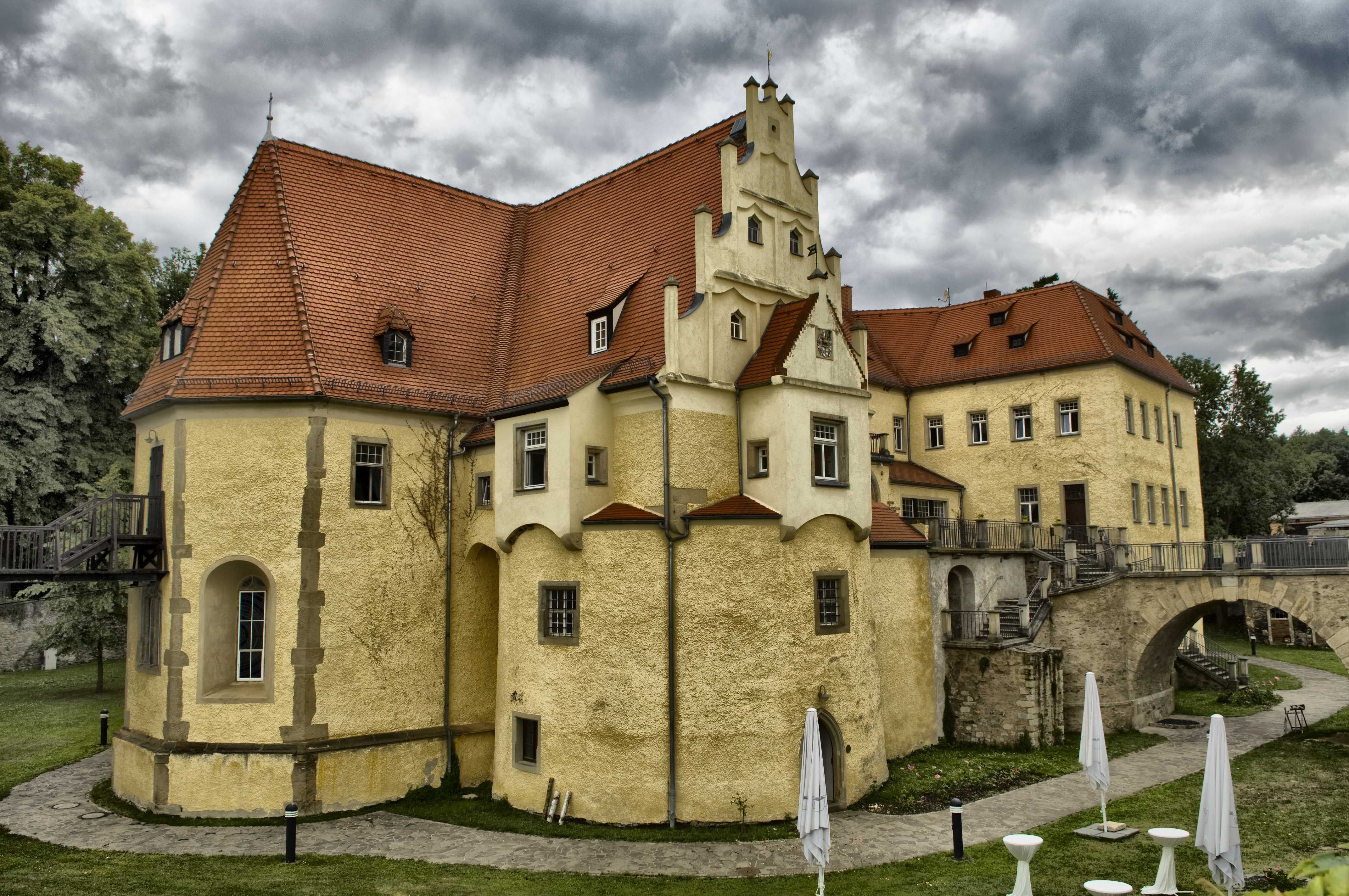
Schloss Schleinitz

Das Geschlecht erscheint urkundlich erstmals am 28. Januar 1255 mit Johannes de Zlinicz und die sichere Stammreihe beginnt um 1290 mit Hermann von Schleinitz.
1465 erscheint Haubold (Hugold oder Haugold) der Ältere von Schleinitz (* um 1425; † 1490), ab 1481 auf Burg Tollenstein bei Warnsdorf und auf Schluckenau in Nordböhmen. Seine zwei Söhne sind Heinrich, auf Burg Hohnstein (* um 1450; † 14. Februar 1518), Obermarschall in Meißen und Hugold (der Jüngere), auf Schloss Schleinitz (* um 1455; † um 1512). Der Stammsitz Schleinitz blieb bis 1594 im Besitz der Familie, als Abraham von Schleinitz ihn an seine Tochter Maria und deren Ehemann Christoph von Loß (1574–1620) vererbte.
Die von Schleinitz waren unter anderem in den Orten Altoschatz, Bedra, Blankenburg, Bornitz, Canitz, Schloss Dahlen, Eisenberg, Gnandstein, Grödel, Grub(e)nitz, Hedersleben, Hof, Jahnishausen, Mautitz, Merseburg, Mosen, Mückenberg, Neschwitz, Neudeck, Niederjahna, Ochsensaal, Ottersitz, Ragewitz, Rumburk, Saathain, Schloss Schieritz, Seerhausen, Stauchitz, Steinbach, Tautenburg, Treben, Wendischbora, Zöschau ansässig. Die meißnische Linie erlosch 1891 mit dem Tod des Hermann Otto von Schleinitz. Eine weitere Linie existierte in Preußen.
An der Fürstenschule St. Afra Meißen besaß die Familie mehreren Freistellen.

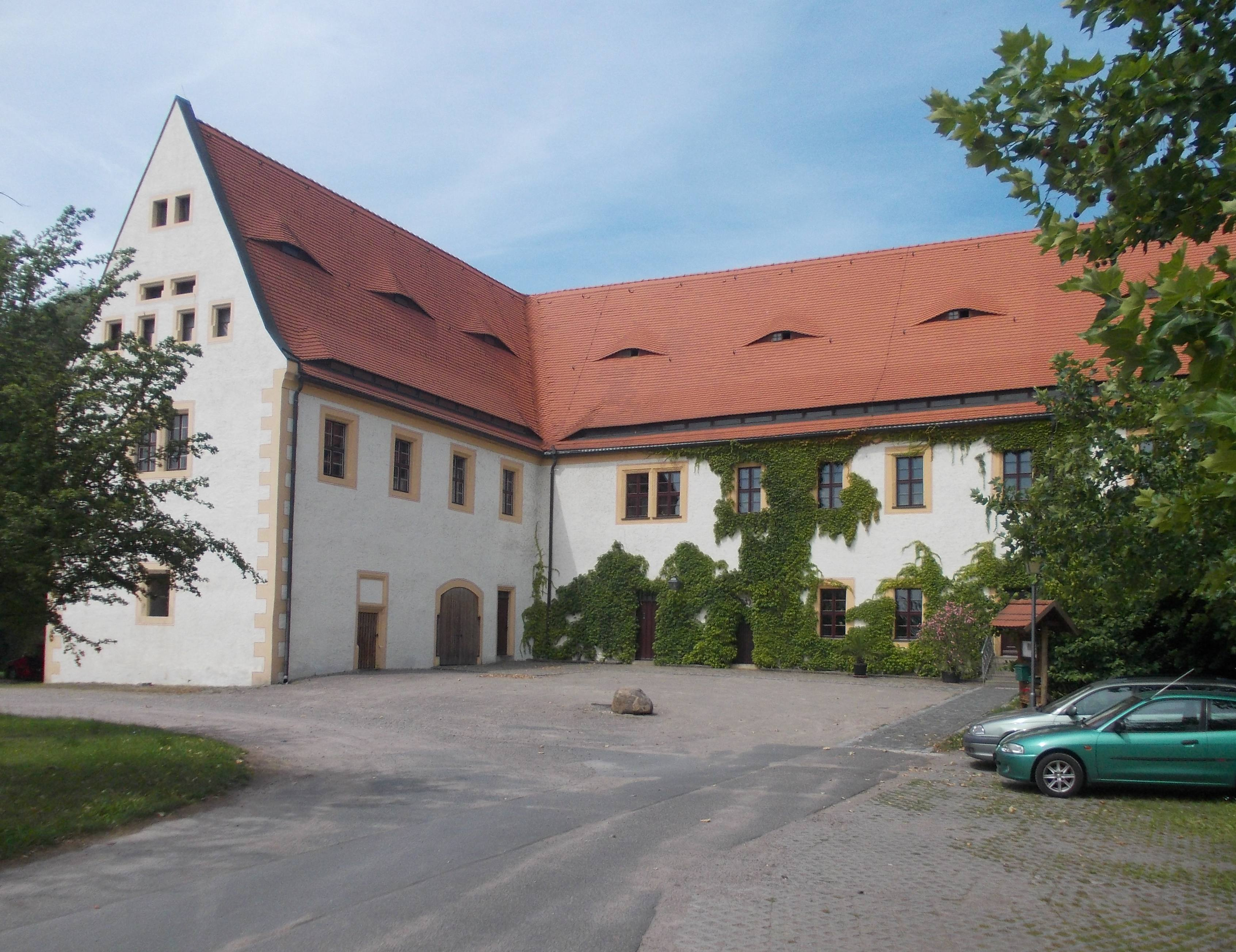
Altes Schloss in Hof

### Adelserhebungen bzw. Adelsbestätigungen
- Böhmische Freiherrnstandsbestätigung mit Namensführung „Freiherr zu Tollenstein und Schluckenau“ am 1. Mai 1532 in Regensburg für die Brüder Ernst und Georg von Schleinitz sowie ihre Vettern Hans und Simon Juda von Schleinitz mit Diplom durch Kaiser Karl V.
- Reichsfreiherrnstandsbestätigung mit Namensführung „auf Tolnstein und Schluckenau“ am 20. Oktober 1560 in Wien für die Brüder und Vettern Georg, Hans und Christoph von Schleunitz.
- Reichsgrafenstand am 27. September 1562 in Prag für Georg Freiherr von Schleinitz, Gutsherr auf Tolenstein und Schluckenau in Böhmen.
- Böhmisches Inkolat im Jahr 1570 für Christopher (den Älteren), Hans Hugold und Abraham auf Hainspach im Leitmeritzer Kreis
- Erbländisch-österreichischer Freiherrnstand am 30. August 1590 für den kaiserlichen Rat Christoph von Schleinitz.
- Herzoglich braunschweigische Freiherrnstandsbestätigung am 20. Dezember 1853 in Braunschweig für den herzoglich braunschweigischen Staatsminister Wilhelm Freiherr von Schleinitz.
- Preußischer Grafenstand ad personam am 15. Juni 1879 in Berlin für Wilhelms Bruder Alexander Freiherr von Schleinitz, königlich preußischer Staatsminister und Minister des Königlichen Hauses.

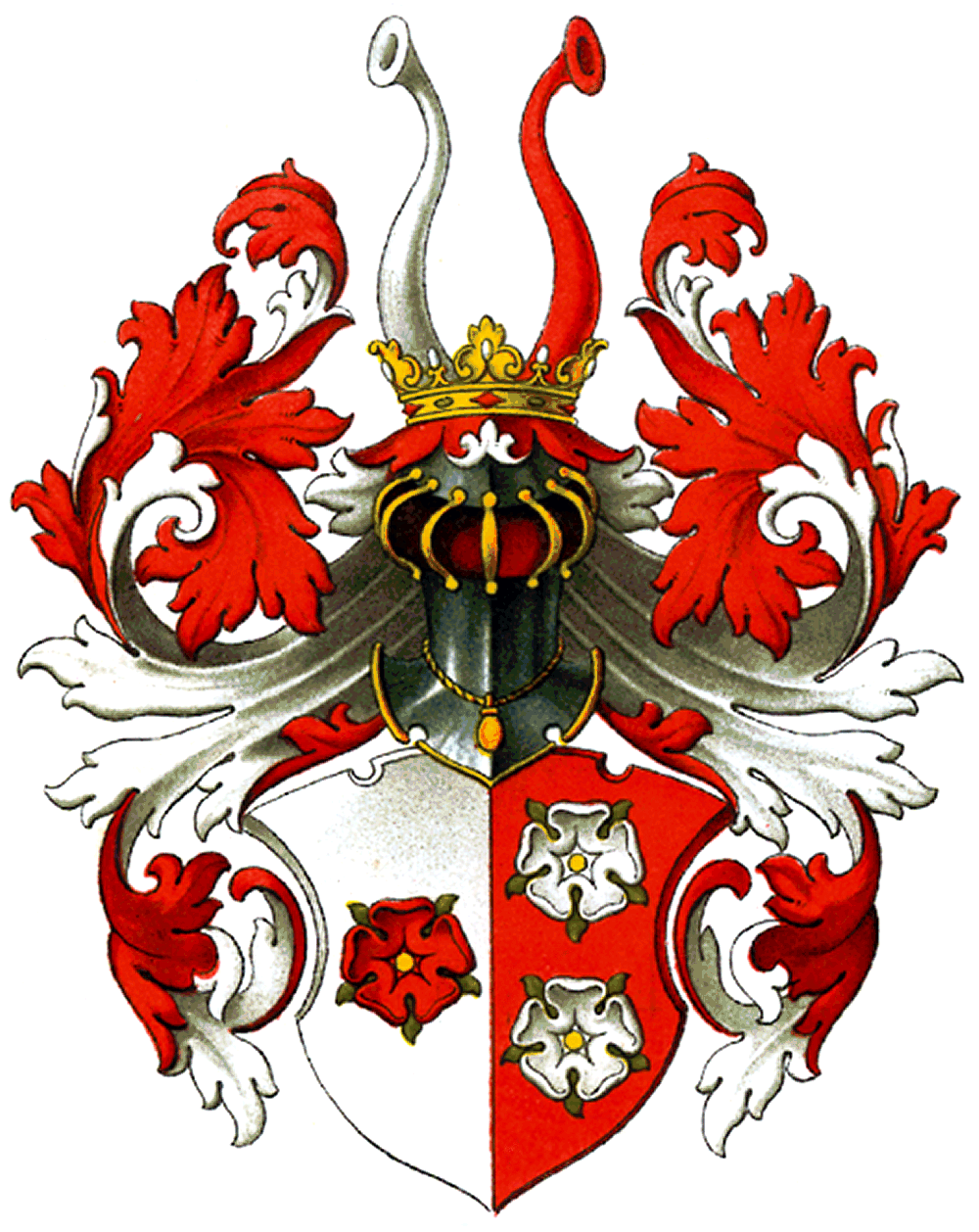
Wappen derer von Schleinitz

## Wappen
- Das Stammwappen (ältestes Siegel von 1350) zeigt im gespaltenen Schild rechts in Silber eine rote Rose, links in Rot pfahlweise zwei silberne Rosen. Auf dem Helm mit rot-silbernen Decken ein silbernes und ein rotes Büffelhorn.
- Das Wappen von 1879 hat den gleichen Schild. Auf dem Helm mit rot-silbernen Decken eine rote Rose zwischen einem silbernen und einem roten Büffelhorn. Schildhalter sind zwei widersehende königlich gekrönte, gold bewehrte und rot bezungte schwarze Adler, die Flügel jeweils belegt mit goldenen Kleestängeln, die Brust mit einem von Silber und Schwarz gevierten Schildchen. Wahlspruch: In Bereitschaft sein.

## Bekannte Familienmitglieder

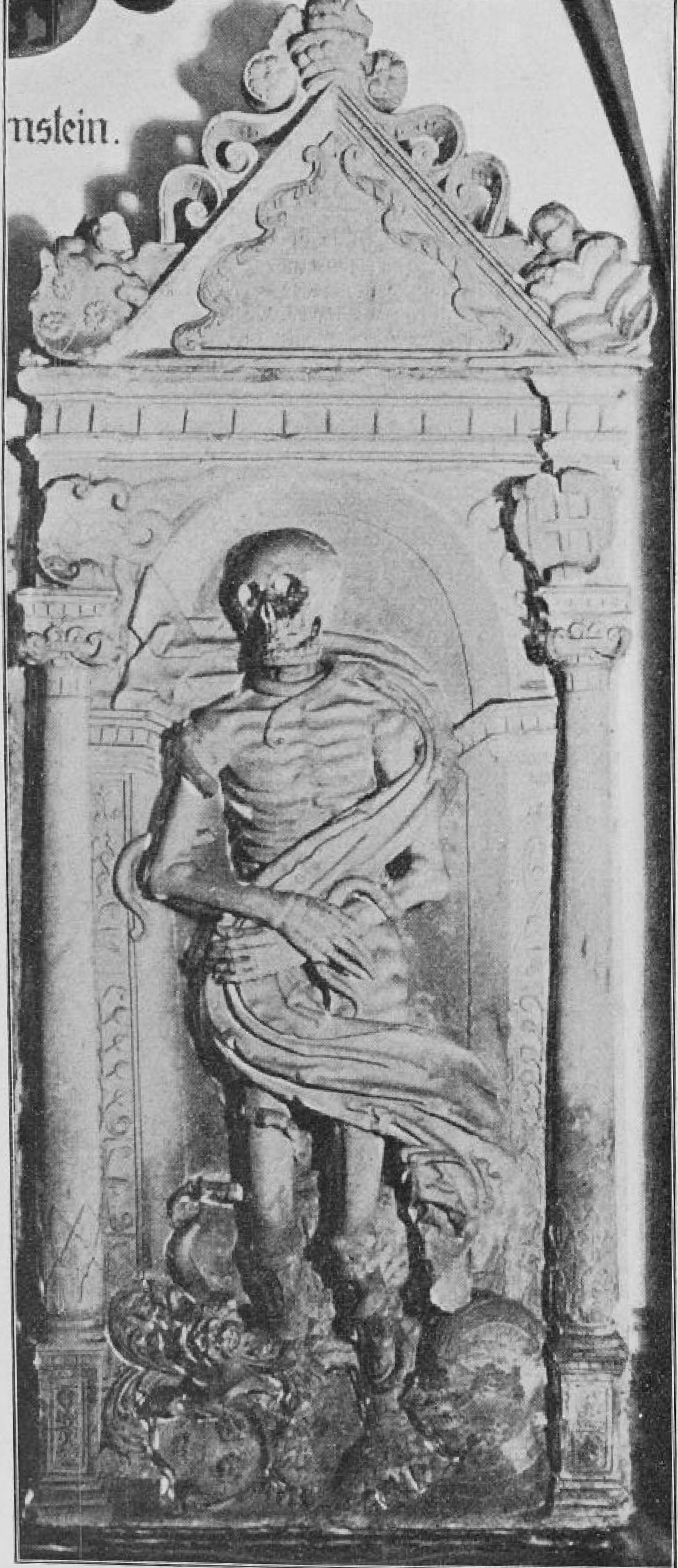
Grabmal des Wolfgang von Schleinitz († 1523)

- Hugold von Schleinitz (auf Schleinitz und Kriebstein) († 1490), Obermarschall der Kurfürsten Ernst und Albrecht von Sachsen und Vorsitzender des Hofgerichts „unter dem roten Turm zu Meißen“
- Johann II. von Schleinitz († 30. November 1434), Bischof von Naumburg (1422–1434)
- Peter von Schleinitz († 26. August 1463), Bischof von Naumburg (1434–1463)
- Heinrich von Schleinitz († 1515), Kurfürstlich-sächsischer Ober-Marschall, Herr des „Schleinitzer Ländchens“ im Grenzgebiet Nordböhmen/Oberlausitz, heute  Schluckenauer Zipfel bzw. Böhmisches Niederland
- Heinrich von Schleinitz († 1526), Abt des Benediktiner-Klosters Chemnitz (1483–1522)
- Ernst von Schleinitz († 1548), Dompropst zu Meißen und zu Prag, Herr zu Tollenstein und Schluckenau in Nordböhmen, böhmischer Freiherr, Gegner der Reformation
- Vincenz von Schleinitz-Eulau († 21. März 1535), ab 1505 Domherr und Kantor, Bischof von Merseburg (1526–1535)
- Georg von Schleinitz († 1565), böhmischer Freiherr, Grundherr des Schleinitzer Ländchens im Schluckenauer Zipfel, Gegner der Reformation
- Johann VII. von Schleinitz († 13. Oktober 1537), ab 1499 Domkantor zu Meißen und Domherr zu Naumburg, seit 1518 als Johann VII. Bischof von Meißen, war erbitterter Gegner Martin Luthers
- Michael von Schleinitz (* um 1507; † 1553), leitender kursächsischer Beamter und Amtmann des Amtes Freiberg im Erzgebirge
- Hans Georg von Schleinitz (1599–1666), deutscher Verwaltungsbeamter und Gelegenheitsdichter
- Maximilian Rudolf von Schleinitz (1606–1675), erster Bischof von Leitmeritz (1655–1675)
- Andreas Dietrich von Schleinitz (1738–1808), preußischer Generalmajor
- Karl von Schleinitz (1751–1807), Kammergerichts-Präsident
- Wilhelm Karl Ferdinand von Schleinitz (1756–1837), braunschweigischer Staatsminister
- Ludwig von Schleinitz (1763–1825), preußischer Landrat
- Gustav von Schleinitz (1785–1858), preußischer Generalmajor
- Wilhelm von Schleinitz (1794–1856), Innen-, Justiz- und Außenminister im Herzogtum Braunschweig
- Johann Eduard von Schleinitz (1798–1869), preußischer Verwaltungsbeamter, Oberpräsident der Provinz Schlesien (1848–1869)

- Georg von Schleinitz (1834–1910), deutscher Vizeadmiral, Weltumsegler, Südseeforscher, erster Landeshauptmann von Deutsch-Neuguinea

- Emil von Schleinitz (1800–1885), preußischer Generalmajor
- Julius von Schleinitz (1806–1865), preußischer Beamter und Politiker
- Alexander von Schleinitz (1807–1885), preußischer Staatsminister, Minister des Auswärtigen 1858–1861, ab Ende 1861 Minister des königlichen Hauses, Bruder des vorigen

- Marie Gräfin von Schleinitz-Wolkenstein (1842–1912), Berliner Salonière, Frau des vorigen

- Adalbert von Schleinitz (1822–1896), preußischer Generalleutnant
- Leo von Schleinitz (1841–1915), preußischer Generalleutnant
- Werner von Schleinitz (1842–1905), Landrat und Mitglied des Deutschen Reichstags
- Kurt von Schleinitz (1859–1928), preußischer Generalmajor und Kolonialoffizier
- Joachim von Schleinitz (1892–1942), deutscher Generalleutnant im Zweiten Weltkrieg[3]
- Siegmund von Schleinitz (1890–1968), deutscher Generalleutnant im Zweiten Weltkrieg[4]
- Wolf-Dietrich von Schleinitz (1899–1963), deutscher Generalmajor der Wehrmacht, später Brigadegeneral der Bundeswehr
- Julian von Schleinitz (* 1991), deutscher Rennrodler
- Kilian von Schleinitz (* 1994), deutscher Skeletonpilot